# Collina (Forni Avoltri)
Collina (Culine in friulano, Culino in friulano carnico) è una delle 4 frazioni del comune di Forni Avoltri (UD), conta 103 abitanti, di cui 61 a Collina e 42 a Collinetta: posto a 1250 m s.l.m. alle falde del monte Coglians che con i suoi 2.780 metri d'altezza è la vetta più alta del Friuli-Venezia Giulia e delle Alpi Carniche, è un frequentato centro di sport invernali, con alcuni attrezzati impianti di risalita, fungendo da base di partenza per diverse escursioni e ascensioni alle cime dei monti circostanti. 

## Descrizione
Nella chiesa di San Michele Arcangelo sono conservati due pregevoli altari lignei del XVI secolo ed affreschi settecenteschi. A Collina nel 1880 sorse la prima latteria sociale della regione, che segnò anche l'inizio della prima forma di cooperativa. Il merito dell'iniziativa lo si deve al maestro della scuola elementare di Collina, Eugenio Caneva, che riuscì a riunire i primi 38 soci.
Il piccolo borgo ospita alcune manifestazioni turistiche e sportive nel periodo estivo, come la sagra di Collina a ferragosto e la staffetta dei 3 rifugi (verso la metà di agosto) una gara di corsa in montagna organizzata dal 1963 dall'Unione Sportiva Collina che tocca i tre rifugi alpini della zona ovvero il Tolazzi, il Lambertenghi-Romanin ed il Marinelli. Nella vicina frazione di Collinetta si svolge invece sempre in agosto la festa di San Bartolomeo.

## Galleria d'immagini

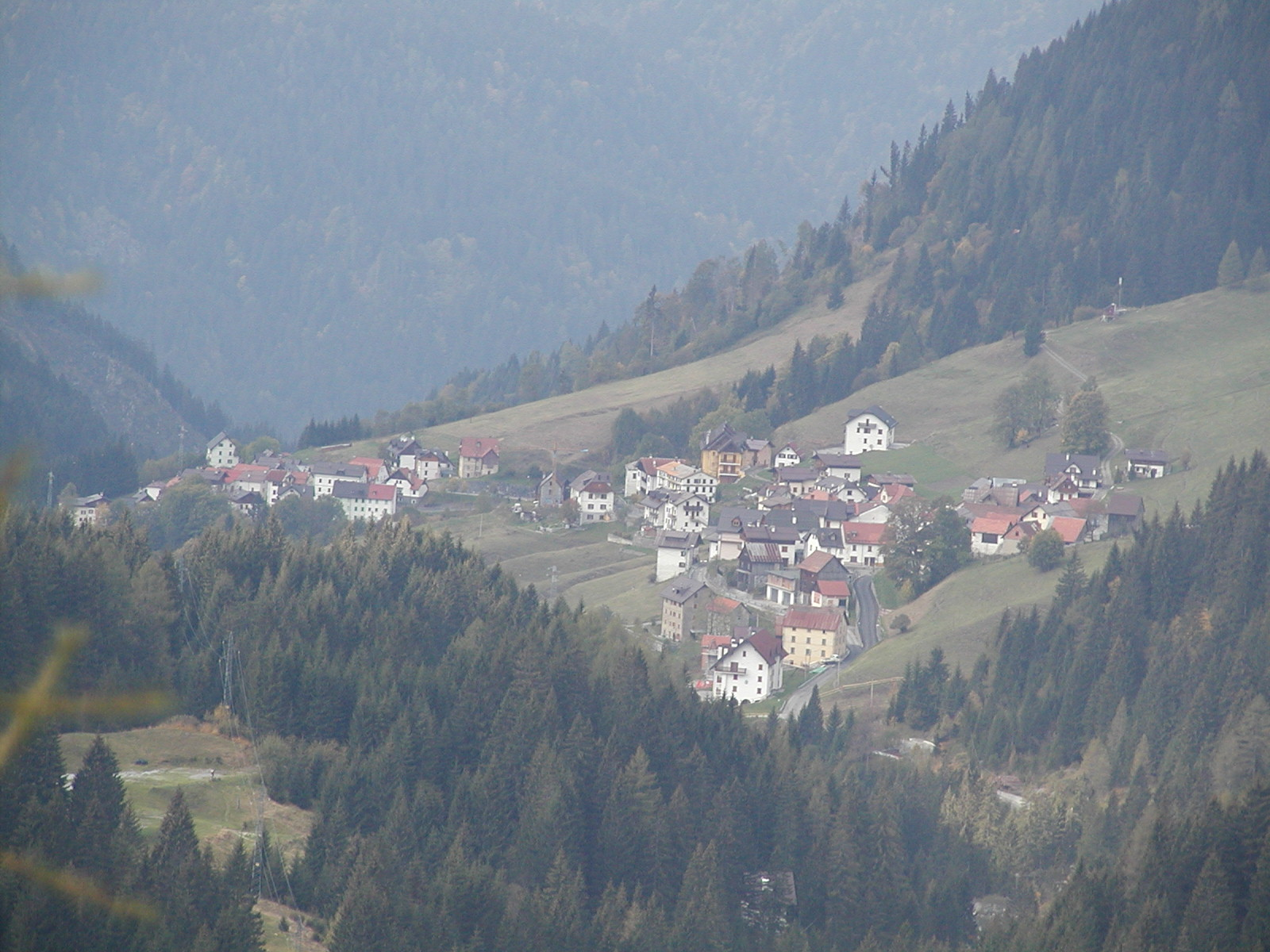
panorama degli abitati di Collina e Collinetta
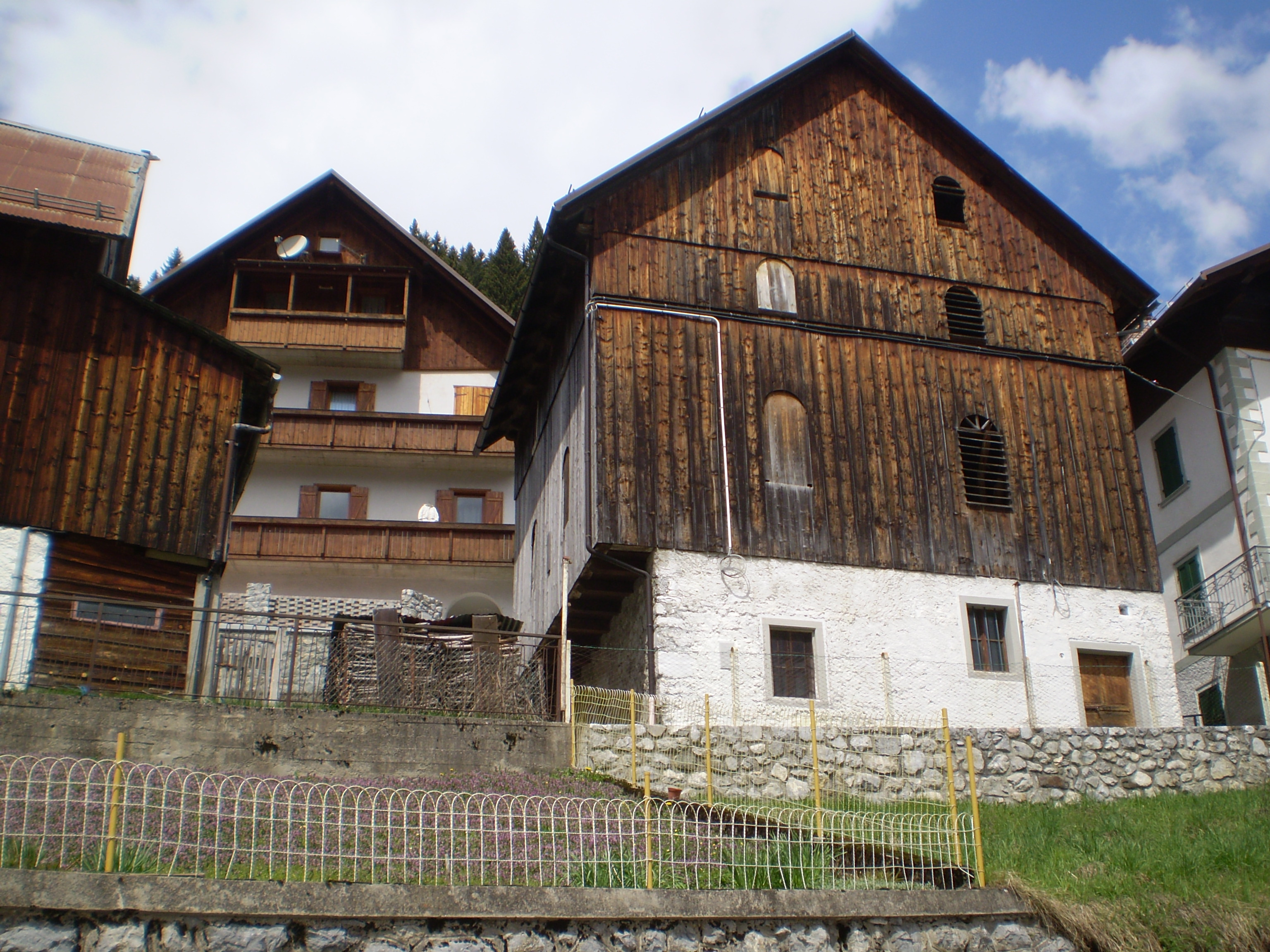
Edifici caratteristici a Collina
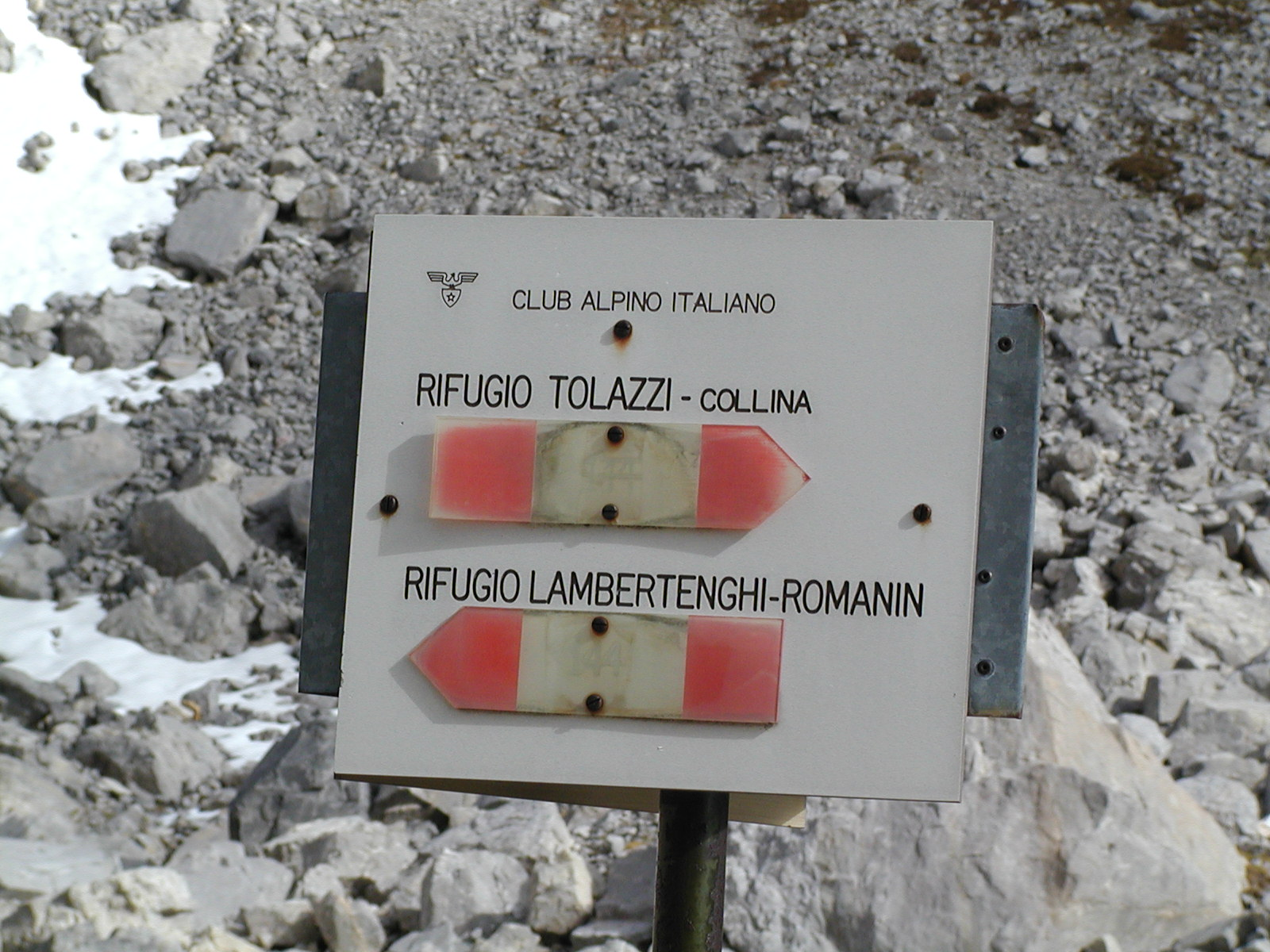
Indicazione per i rifugi nei pressi di Collina